# Libečov

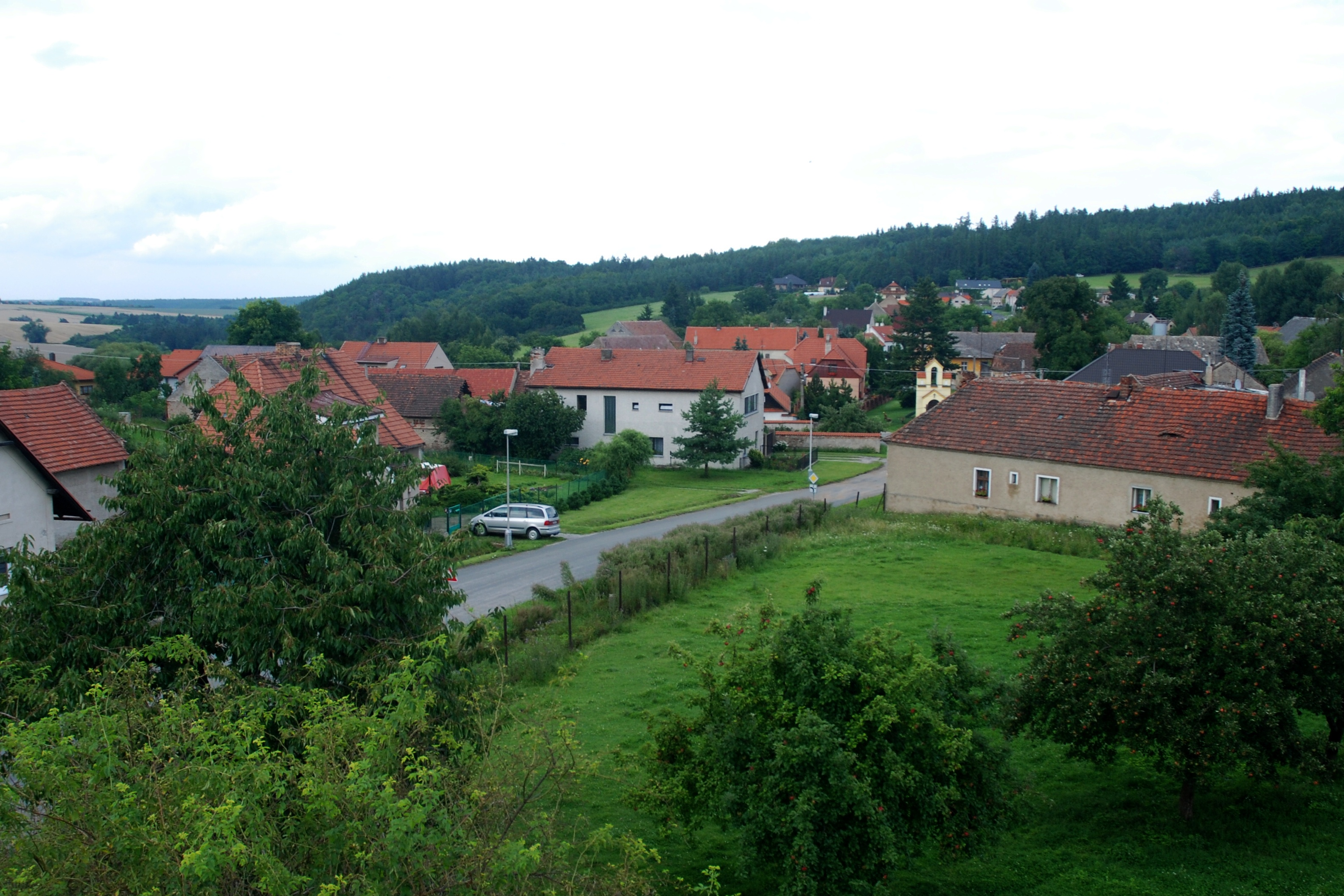
Blick von der Straßenbrücke auf Libečov

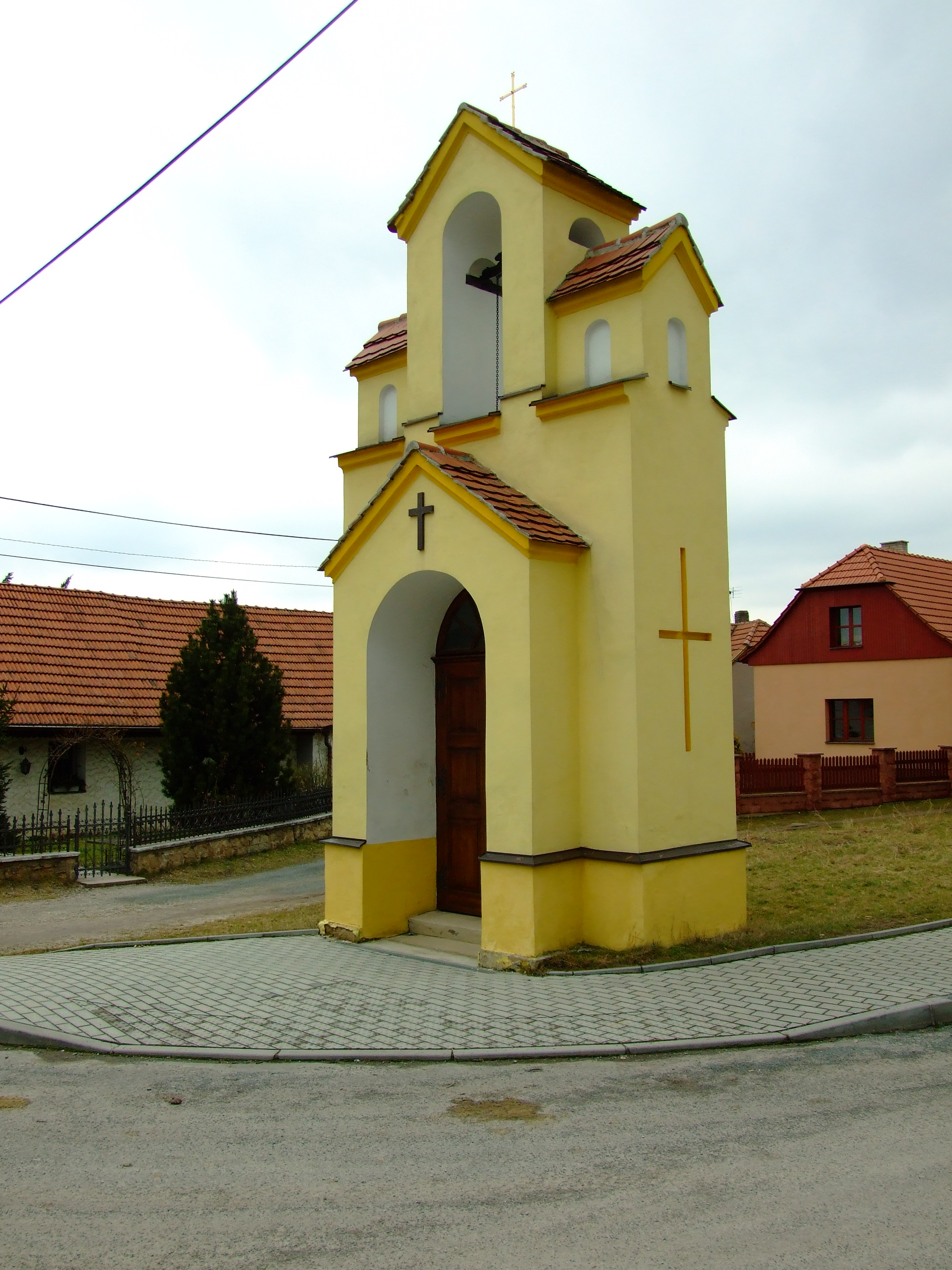
Kapelle

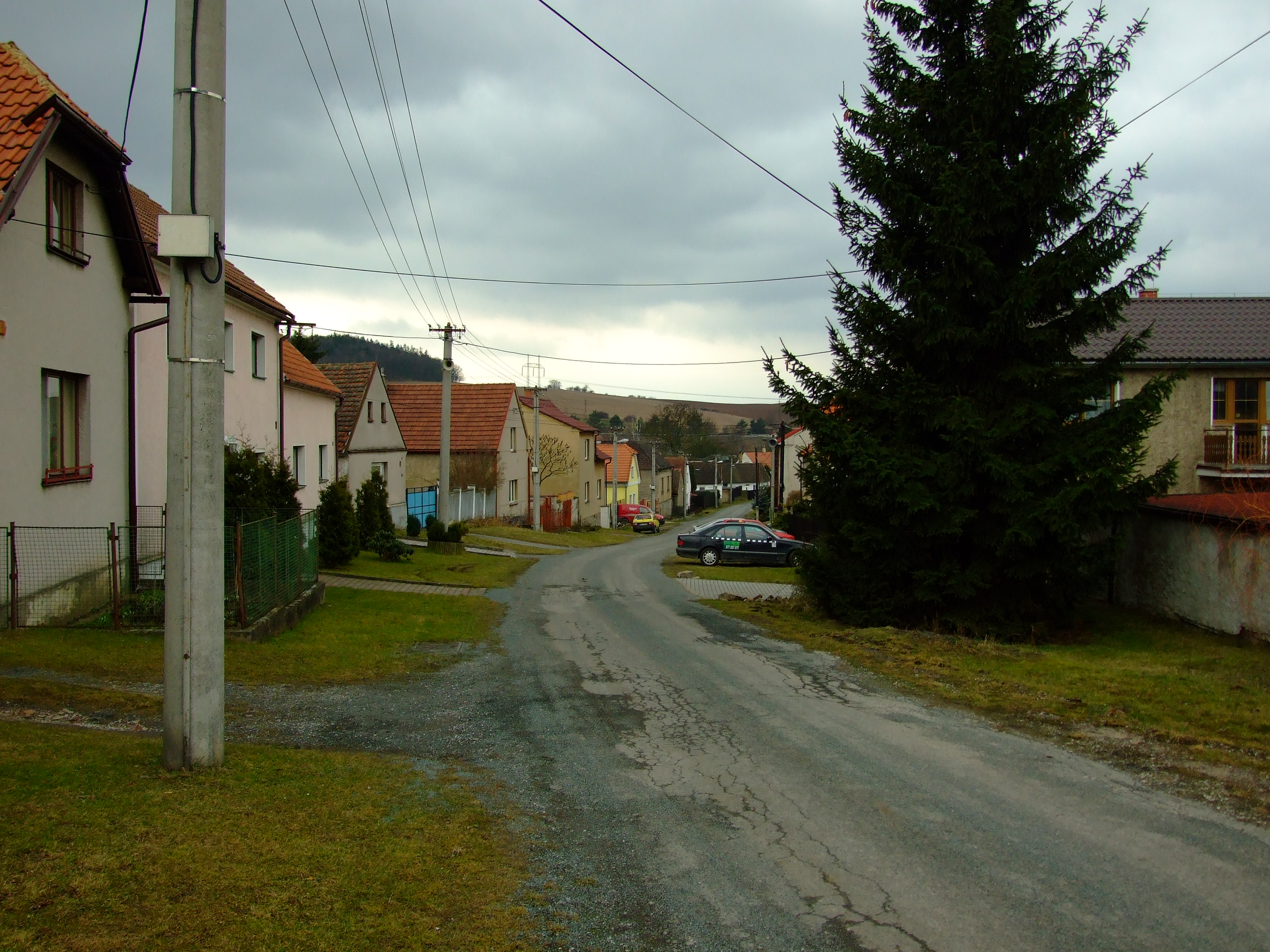
Dorfstraße

Libečov (deutsch Libetschow) ist ein Ortsteil der Gemeinde Chyňava in Tschechien. Er liegt acht Kilometer nördlich von Beroun und gehört zum Okres Beroun.

## Geographie
Libečov befindet sich rechtsseitig über dem Tal des Baches Chyňavský potok in der Křivoklátská vrchovina (Pürglitzer Bergland). Im Dorf entspringt der Libečovský potok, südlich von Libečov nimmt der Přílepský potok seinen Ursprung. Gegen Osten erstreckt sich der Naturpark Povodí Kačáku. Nordöstlich erhebt sich die Chrbina (460 m n.m.), im Osten der Velký vrch (389 m n.m.), südwestlich die Hůrka (461 m n.m.) sowie im Nordwesten die Petrovka (457 m n.m.), der Tuchonín (488 m n.m.) und der Vysoký vrch (486 m n.m.). Am westlichen Ortsrand verläuft die Staatsstraße II/118 zwischen Kladno und Beroun.
Nachbarorte sind Malé Kyšice, Kyšický Mlýn, Dědkův Mlýn und Okrouhlík im Norden, Podkozí, Mirodol, Rejnov und Ptice im Nordosten, V Holonozích, Kalousův Mlýn, Chrbiny und Drahelčice im Osten, Nenačovice, V Mladinách und Nebuz im Südosten, Malé Přílepy und Železná im Süden, V Libinách, Hýskov, Stradonice, Krupka und Krkavčí Hora im Südwesten, Chyňava im Westen sowie Chyňavská Myslivna, Běleč, Pohodnice und Bratronice im Nordwesten.

## Geschichte
Die erste schriftliche Erwähnung von Ljubešov erfolgte um 1227 in einer undatierten, angeblich durch König Ottokar I. Přemysl für seine Schwester, Äbtissin Agnes, ausgefertigten Besitzbestätigungsurkunde des Benediktinerinnenklosters St. Georg auf der Prager Burg, die als zeitnahe Fälschung aus der ersten Hälfte des 13. Jahrhunderts angesehen wird. Da die im Österreichischen Staatsarchiv aufbewahrte Konfirmationsurkunde des Papstes Gregor IX. vom 2. Juli 1233 den Klosterbesitz mit nahezu demselben Wortlaut bestätigt, ist anzunehmen, dass die besagte Urkunde eher eine Kopie denn eine Fälschung darstellt. Zu Beginn des 15. Jahrhunderts befand sich ein Teil des Dorfes in weltlichem Besitz. 1404 vermachte Wenzel Nikolaus von Landek in seinem letzten Willen der Kirche des hl. Michael unter der Prager Burg jährlich einen Schock Groschen von den Einkünften aus dem Hof Ljubešův und weiteren Besitzungen. Während der nachfolgenden Zeit der Hussitenkriege gelangte Libečov gänzlich an weltliche Grundherren. 1474 wurde auf dem Beneschauer Landtag über die Aufteilung ehemaligen klösterlichen Besitzes verhandelt. Zdenko von Sternberg konnte sich dabei zahlreiche Güter, darunter Dušníky, Chrášťany und Libečov sichern. Danach gehörte Libečov auf lange Zeit bis zum Beginn des 18. Jahrhunderts zum Gut Chrášťany, dessen Besitzer mit Unterbrechungen immer wieder die Herren von Sternberg waren. Danach kaufte Karl Joachim von Bredau das Dorf und schlug es seiner Herrschaft Tachlowitz zu. Seine Erben verkauften die Herrschaft 1732 an Anna Maria Franziska von Sachsen-Lauenburg. 1741 erbte deren Tochter Maria Anna Carolina den Besitz; 1751 folgte ihr Sohn Herzog Clemens Franz und nach dessen Tode im Jahre 1770 Kurfürst Maximilian III. Joseph von Bayern. Da der Kurfürst kinderlos blieb, erbte 1777 Herzog Karl August von Zweibrücken die Herrschaft. Dieser verkaufte sie 1784 an Christian August zu Waldeck, Pyrmont und Rappoldstein als nicht landtäflischen Naturalbesitz, der ihm 1790 vertragsgemäß wieder zufiel. 1795 erbte sein Bruder Maximilian Joseph die Herrschaft. Er trat sie 1805 im Zuge seiner Krönung zum ersten König des Königreichs Bayern zusammen mit allen anderen Zweibrückschen Herrschaften in Böhmen (Herrschaften Politz, Reichstadt, Ploschkowitz, Buschtiehrad, Schlackenwerth, Kronporitschen, Katzow und Swoleniowes mit den Lehnhöfen Stareschowsky und Zichowsky) per Staatsvertrag an Erzherzog Ferdinand ab. 1824 erbte dessen Sohn Großherzog Leopold II. von Toskana den Besitz. In der Umgebung von Libečov wurde Bergbau auf Eisenerz und Alaun betrieben, wobei das Eisen im Kačáktal verhüttet wurde. An der Stelle der Regner Mühle (Rejnov) befand sich ein Hammerwerk, bachaufwärts auf der Wiese Hutě stand der Hochofen.
Im Jahre 1844 bestand das im Rakonitzer Kreis gelegene Dorf Libečow aus 28 Häusern mit 168 Einwohnern, darunter einer jüdischen Familie. Im Ort gab es ein Wirtshaus. Pfarrort war Železna. Bis zur Mitte des 19. Jahrhunderts blieb Libečow der Herrschaft Tachlowitz untertänig. Amtssitz war Groß-Jentsch. Ab 1847 gehörte die Herrschaft zum Privatbesitz des österreichischen Kaiserhauses Habsburg-Lothringen.
Nach der Aufhebung der Patrimonialherrschaften bildete Libečov / Libetschow ab 1850 einen Ortsteil der Gemeinde Ptice im Gerichtsbezirk Unhošť. 1868 wurde das Dorf dem Bezirk Smichow zugeordnet. Zum Ende des 19. Jahrhunderts löste sich Libečov von Ptice los und bildete eine eigene Gemeinde. 1893 wurde Libečov Teil des neu gebildeten Bezirkes Kladno. Nach der Gründung der Tschechoslowakei wurde die Grundherrschaft Tachlovice als Besitz der Habsburger konfisziert und verstaatlicht. Im Zuge der Gemeindegebietsreform von 1949 wurde Libečov dem Okres Beroun zugeordnet. Am 1. Januar 1980 erfolgte die Eingemeindung nach Chyňava. Im Jahre 1991 hatte das Dorf 139 Einwohner, beim Zensus von 2001 lebten in den 54 Wohnhäusern 134 Personen. In den Wäldern bei Libečov nisten Schwarzstörche.

## Ortsgliederung
Der Ortsteil Libečov bildet zugleich einen Katastralbezirk.

## Sehenswürdigkeiten
- Kapelle auf dem Dorfplatz, erbaut 1887